# Povijesna baština
Povijesna baština je termin kojim se označavaju prirodni i fizički resursi koji doprinose razumijevanju i cijenjenju povijesti i kulture nekog kraja, društva, naroda, zemlje ili čovječanstva uopće na temelju sljedećih kvaliteta: arheoloških, arhitektonskih, kulturnih, povijesnih, tehnoloških i znanstvenih, a uključuju povijesna nalazišta, građevine, mjesta i područja, te arheološka nalazišta.
Često se povijesnoj baštini pridružuje kulturna baština, a kako se ova dva pojma nerijetko preklapaju tako se govori o kulturno-povijesnoj baštini određenog područja ili zajednice. Štoviše, ponekad se povijesna baština podrazumijeva kao sastavni dio kulturne baštine.

## Više informacija
- Svjetska baština
- Kulturna baština